# Justin Ain Soongie
Mons. Justin Ain Soongie (* 2. června 1973, Tsikiro) je papuánský římskokatolický duchovní a pomocný biskup diecéze Wabag.

## Život
Narodil se 2. června 1973 v Tsikiru.
V letech 1993–1996 byl postulantem a novicem Bratrů lásky z Gentu a kněžskou formaci absolvoval v Good Shepherd Seminary-Fatima. Teologii studoval na Catholic Theological Institute v Bomaně. Dne 11. května 2005 byl vysvěcen na kněze a inkardinován do diecéze Wabag. Po vysvěcení byl farním vikářem v Tsikiru, farním vikářem v Mangu a Mariantu a farářem v Mangu.
Roku 2014 získal licenciát morální teologie na Papežské univerzitě Urbaniana v Římě a stal se generálním vikářem diecéze Wabag. Byl profesorem semináře v Banzu v arcidiecézi Mount Hagen.
Dne 15. června 2021 jej papež František jmenoval pomocným biskupem diecéze Wabag a titulárním biskupem z Formy. Biskupské svěcení přijal 2. září 2021 z rukou biskupa Arnolda Orowae a spolusvětiteli byli arcibiskup Douglas William Young a biskup Donald Francis Lippert.